# Клод Ларос
Клод Ларос (англ. Claude Larose, нар. 2 березня 1942, Герст) — колишній канадський хокеїст, що грав на позиції крайнього нападника.

## Ігрова кар'єра
Професійну хокейну кар'єру розпочав 1962 року.
Протягом професійної клубної ігрової кар'єри, що тривала 17 років, захищав кольори команд «Монреаль Канадієнс», «Міннесота Норт-Старс» та «Сент-Луїс Блюз».

## Статистика НХЛ
|                  | Сезони | І   | Г   | П   | О   | ШХ  |
| ---------------- | ------ | --- | --- | --- | --- | --- |
| Регулярний сезон | 16     | 943 | 226 | 257 | 483 | 887 |
| Плей-оф          | 13     | 97  | 14  | 18  | 32  | 143 |

## Тренерська кар'єра
Очолював клуб «Гартфорд Вейлерс», згодом фарм-клуб з АХЛ «Бінгемтон Вейлерс». Також працював скаутом клубу «Кароліна Гаррікейнс» у складі команди став вшосте володарем Кубка Стенлі в 2009 році.

## Нагороди та досягнення
- Володар Кубка Стенлі в складі «Монреаль Канадієнс» — 1965, 1966, 1968, 1971, 1973.
- Учасник матчу усіх зірок НХЛ — 1965, 1967, 1969, 1970.